# سیارک ۲۱۰۴۴۴
سیارک ۲۱۰۴۴۴ (به انگلیسی: 210444 Frithjof، نامگذاری:2009BX) دویست و ده هزار و چهارصد و چهل و چهارمین سیارک کشف شده‌است که در ۱۶ ژانویه ۲۰۰۹ کشف شد.